# Amour on t’aime
Amour on t’aime – singel szwajcarskiej piosenkarki Arlette Zoli napisany przez Alaina Morisoda i Pierre’a Alaina, wydany w 1982 roku oraz umieszczony na piątej płycie studyjnej artystki sygnowanem jej pseudonimem.
Pod koniec lutego 1982 roku utwór wygrał finał szwajcarskich eliminacji eurowizyjnych po zdobyciu największego poparcia jurorów, dzięki czemu został wybrany na propozycję reprezentującą Szwajcarię w 27. Konkursie Piosenki Eurowizji organizowanym w Harrogate. 24 kwietnia został zaprezentowany przez Zolę w finale widowiska i zajął ostatecznie trzecie miejsce z 97 punktami na koncie, w tym m.in. z maksymalnymi notami 12 punktów z Belgii i Wielkiej Brytanii

## Lista utworów
CD single
1. „Amour on t’aime” – 2:30
2. „Tant que tu e xisteras” – 3:21